# لحظة في الريح (رواية)
لحظة في الريح  (بالإنجليزية: An Instant in the Wind)‏ هي رواية للكاتب الجنوب أفريقي أندريه برينك، نشرت عام 1975، عن دار نشر في جنوب أفريقيا.